# Газы II Герай
Газы́ II Гера́й Бора («Буря») (крым. II Ğazı Geray, ٢ غازى كراى ‎; Bora Ğazı Geray, بورا غازى كراى‎; 1551—1607) — крымский хан из династии Гераев в 1588—1596 и 1596—1607 годах (в 1596 году его правление ненадолго прерывалось воцарением Фетиха I Герая). Сын крымского хана Девлета I Герая, брат и преемник Исляма II Герая.
Встречающиеся в литературе варианты написания имени: Газы II Гирей, Газы II Гирай, Гази Гирей II, Казы Гирей II, Гази Гирай II.

## Биография
Царевич Газы Герай участвовал в многочисленных военных походах своего отца, хана Девлета I. В 1569 году принял участие в неудачном походе османско-татарской армии на Астрахань.
В 1578 году вместе со своими братьями, Адилем и Шакай Мубареком, участвовал в походе войска Крымского ханства во владения Сефевидов, где царевичи участвовали в совместных с турками-османами военных операциях против кызылбашей (см. Турецко-персидская война (1578—1590)). В ноябре 1578 года в битве на реке Аксу в Ширване крымская конница потерпела поражение от превосходящих сил иранской армии. Калга Адиль Герай, старший брат Газы Герая, был взят в плен и в следующем году казнён.
В 1579 году Газы Герай участвовал в новой военной кампании хана Мехмеда II в Дагестане и Ширване. Отряд Газы Герая разбил кызылбашей под Баку. Захватив огромную добычу и большое количество пленников, хан Мехмед II вернулся в Крым, оставив в помощь туркам-османам двухтысячный отряд татар под командованием Газы Герая. По приказу турецкого главнокомандующего Газы Герай руководил защитой новых османских владений в Азербайджане. Царевич не только отстоял новозавоеванные города, но и разбил зимний стан сефевидской армии, за что получил благодарность от османского султана.

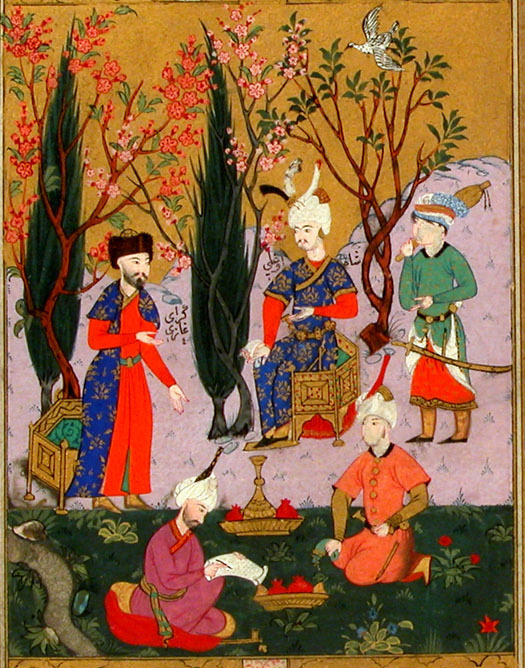
Газы Герай в плену, сидит Хамза-Мирза

Весной 1581 года Газы Герай во время очередного похода был захвачен в плен кызылбашами. Сефевидский полководец Хамза-Мирза приказал заключить царевича в темницу в крепости Аламут. Кызылбаши предлагали Газы Гераю перейти на службу к шаху и воевать с турками-османами. Шах Мухаммад Худабенде обещал женить его на своей дочери, наделить войском и назначить наместником Ширвана. Однако царевич наотрез отказался. В персидском плену Газы Герай провёл семь лет.
В 1587 году Газы Герай, подкупив двух тюремщиков, совершил дерзкий побег из Аламута в турецкие владения. Крымский царевич прибыл в Эрзурум и принял участие в военных действиях против иранцев. Затем из Эрзурума Газы Герай прибыл в Стамбул, где был с большими почестями принят султаном Мурадом III (1574—1595), который пообещал сделать его крымским ханом.

## Первое правление
В апреле 1588 года после смерти хана Исляма II османский султан Мурад III назначил новым ханом его младшего брата Газы Герая. В конце апреля Газы Герай высадился в Балаклаве. Его другой брат и калга Алп Герай объявил себя ханом и с войском находился у Аккермана. Царевичи Селямет и Шакай Мубарек со своими отрядами защищали Перекоп и Керчь. Газы Герай разослал всем своим братьям приказ отвести войска и явиться в столицу. 27 апреля он вступил в Бахчисарай, где торжественно занял ханский престол. Калга Алп Герай, самовольно объявивший себя новым ханом, бежал в Турцию, а другой брат, нурэддин Шакай Мубарек Герай, удалился в Черкессию. Газы II Герай отправил гонцов к своим племянникам, царевичам Мураду и Сафе Гераям, проживавшим в Астрахани, приглашая их вернуться в Крым. В июне 1588 года в Крым вернулся Сафа Герай и мансурский мурза Арсланай Дивеев с десятитысячным ногайским войском. Хан Газы Герай, взявший в жёны мать Сафы Герая, объявил его своим приёмным сыном и нурэддином.
Вначале Газы II назначил калгой своего младшего брата Селямет Герая, а нурэддином — своего племянника Сафа Герая, сына хана Мехмеда II. Вскоре между ханскими родственниками обострились отношения. Калга Селямет Герай, опасаясь расплаты со стороны Сафа Герая за убийство его отца Мехмеда II, бежал в Кафу. Хан Газы Герай потребовал от кефинского паши выдать своего младшего брата Селямета, но последний был отправлен в Стамбул. Газы Герай назначил новым калгой своего другого брата Фетих Герая. В 1591 году после смерти Сафа Герая Газы II назначил новым нурэддином своего другого племянника Бахти-Гирея, сына прежнего крымского калги Адиль Гирея.
Сразу же после своего воцарения Газы II Герай принял меры по преодолению политического кризиса в стране, помирив враждовавшие бейские роды и наказав виновных в гибели Мехмеда II Герая. Также он произвёл значительное усиление ханской гвардии, чтобы быть более независимым в отношениях со знатью.
В сентябре 1589 года Газы Герай предпринял большой поход на южные польско-литовские владения, разорив окрестности Львова и Тарнополя. На обратном пути крымцы выдержали упорный бой на днепровской переправе с запорожскими казаками.
В том же году царевич Шакай Мубарек Герай, воспользовавшись уходом своего брата, хана Газы Герая, в поход на польские владения, попытался прорваться из Черкессии в Крым и захватить ханский престол, но был отражён.
В 1596 году хан Газы II Герай был ненадолго свергнут с трона младшим братом Фетихом из-за происков османского визиря в Стамбуле. Вернувшись в том же году в Крым, он сурово расправился со всеми, кто был причастен к перевороту. Фетих I Герай был убит вместе с девятью сыновьями. Новые калга Бахти-Гирей и нурэддин Девлет-Гирей, назначенные Фетих-Гиреем, были также убиты.
Совершая военные походы в пределы Речи Посполитой и переписываясь со Швецией, Газы II Герай с начала своего правления жил мирно с русским царём Фёдором Иоанновичем и даже писал ему дружеские письма.
Однако, летом 1591 года Газы Герай предпринял большой поход на Москву. В походе участвовали калга Фетих Герай и нурэддин Сафа Герай. Во главе 150-тысячной татарско-ногайской армии хан вторгся в южнорусские владения. Газы Герай запретил своим воинам грабить по пути земли противника, чтобы не замедлить своё наступление и не распылять силы. 3 июля 1591 года крымский хан перешёл через реку Оку (между Каширой и Серпуховом) и устремился на Москву. По пути крымцы легко разгромили небольшой конный отряд под командованием воеводы князя Владимира Ивановича Бахтеярова-Ростовского на реке Пахре. Утром 4 июля крымская орда подступила к Москве, где в районе будущего Донского монастыря его встретило собранное царское войско в укреплённом гуляй-городе. Сам хан Газы Герай расположился лагерем в деревне Котлы, откуда отправил передовые татарские отряды в атаку на русские позиции. Московские воеводы при помощи артиллерийского и ружейного огня отразили все вражеские атаки. Ночью 5 июля русские открыли артиллерийский огонь и организовали нападение на ханский лагерь. Утром 6 июля Газы Герай, поверив ложному сообщению пленного русского лазутчика о прибытии большой рати из Новгорода, начал поспешное отступление из-под Москвы на юг. Крымцы бежали, бросив большую часть обоза. Русские конные отряды бросились преследовать отступающего противника, настигли у Серпухова на Оке и гнали до Тулы, истребляя и взяв в плен сотни крымцев. Отдельные татарские «загоны» были разбиты в окрестностях Тулы, Михайлова и Пронска. Русские конные отряды преследовали отступающую и деморализованную татарскую орду и «в Поле». В последних боях был ранен в руку сам хан Газы Герай, который, однако, сумел сохранить и привести треть своей армии в Крым. Ночью 2 августа хан прибыл в Бахчисарай. Были ранены царевичи Сафа Герай и Бахти Герай, племянники хана.

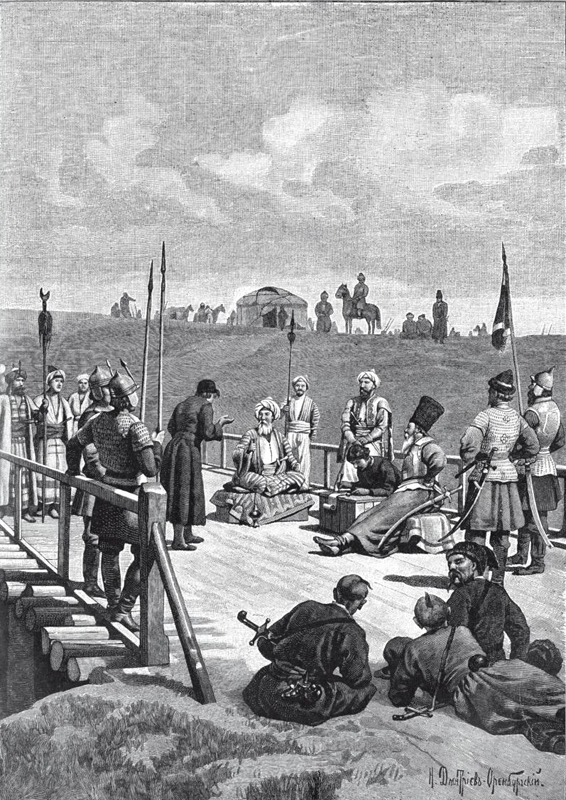
Переговоры о мире ханского посла Казы-Гирея и князя А. И. Хворостинина на мосту реки Сосны в 1593 г. С рисунка Николая Дмитриева-Оренбургского

Весной 1592 года калга Фетих Герай и нурэддин Бахти Герай предприняли новый поход на южнорусские владения. 40-тысячная крымско-татарская орда опустошила михайловские, рязанские, тульские, дедиловские, каширские и венёвские волости, захватив большое количество пленников.
После своего поражения под Москвой Газы II Герай писал царю Фёдору Иоанновичу о возобновлении дружбы и сообщал даже о своём намерении провозгласить полную независимость от Османского государства, хотя его крымцы в то же время часто нападали на южные области России. Часто посылаемый османским султаном Мурадом III то в Молдавию, то в Валахию, то в Венгрию для усмирения взбунтовавшихся народов Газы II Герай с разрешения султана летом 1594 года заключил мирный договор с Русским государством, получил от царского правительства 10 тыс. рублей и много других даров. С тех пор он, благодаря денежным посылкам, оставался в дружбе с Русским царством до времён царя Василия Шуйского. Газы II имел огромный авторитет в Стамбуле, поскольку не раз спасал турецкие войска, в особенности в венгерских походах.
Летом 1594 года по приказу султана хан Газы Герай во главе 80-тысячной татарской орды предпринял первый поход в Венгрию. В июле хан прибыл в Венгрию, где соединился с турецкой армией под командованием визиря Синан-паши. Крымский хан оказал туркам помощь при осаде крепости Рааб. Затем крымская армия, действуя отдельно от турок, осадила и взяла замки Тата и Коморн. Вскоре Газы Герай поссорился с турецким визирем Синан-пашой и вместе со своим войском отступил из Венгрии в Крым, оставив в помощь туркам десять тысяч ногайцев.
В это время в Валахии и Молдавии, вассальных княжествах Османской империи, вспыхнуло восстание против турецкого владычества. Крымский хан Газы Герай, возвращавшийся из венгерского похода, решил вмешаться во внутренние дела придунайских княжеств. Он предложил Порте посадить на молдавский господарский престол крымского царевича Адиль Герая, сына нурэддина Бахти Герая. Газы Герай с татарской ордой вторгся в Валахию, где во время одного из боёв с повстанцами был тяжело ранен пулей. Раненый хан с войском отступил в Силистрию, откуда весной 1595 года вернулся в Крым.
Осенью 1595 года Газы Герай во главе большого войска предпринял поход на Молдавию. Польский король Сигизмунд III Ваза отправил в Молдавию армию, которая отстранила от власти господаря Арона Тирана и возвела на княжеский престол Иеремию Могилу. 19-20 октября под Цецорой крымская орда (25 тысяч человек) атаковала небольшое польское войско (7300 человек), укрывшееся в укрепленном обозе и успешно отразившее все атаки врагов. Газы Герай вступил в мирные переговоры с польским главнокомандующим, великим гетманом коронным Яном Замойским, признал польского ставленника Иеремию Могилу новым господарем и обязался вывести свои войска из Молдавии.
В 1596 году по приказу нового османского султана Мехмеда III крымский хан Газы Герай собрал войско и выступил в очередной поход на Венгрию. Однако по пути Газы Герай с главными силами остановился в Валахии, передав своему младшему брату, калге Фетиху Гераю, часть войск и приказав ему следовать в Венгрию. Сам хан решил свергнуть мятежного валашского воеводу Михая Храброго и посадить вместо него Симеона Могилу. Калга Фетих Герай с 20-тысячным татарским войском прибыл в Венгрию, где соединился с турецкой армией и принял участие во взятии крепости Эгер и сыграл большую роль в разгроме австрийской армии. Новый великий визирь Коджа Синан-паша, враждебно относившийся к крымскому хану Газы Гераю, убедил султана назначить калгу Фетиха Герая] новым ханом. Вначале Фетих Герай отказывался, но великий визирь убедил его принять ханский титул. Между тем Газы Герай прибыл из Валахии в Крым, где получил султанский указ о своей отставке. Свергнутый хан сел на корабль и отплыл в Стамбул, но из-за сильного шторма на море высадился в Синопе. Фетих Герай пробыл на ханском престоле только несколько месяцев. Между тем великий визирь Коджа Синан-паша попал в опалу и был отправлен в отставку. Новым великим визирем был назначен Дамат Ибрагим-паша, который уговорил султана подписать указ о восстановлении Газы Герая на ханском троне. Газы Герай прибыл в Кафу, где заявил о своих правах на ханский престол. Однако его младший брат Фетих Герай отказался уступить старшему брату престол. Братья-соперники, располагавшие султанскими указами, обратились в шариатский суд. Главный крымский муфтий Азаки-эфенди решил спор в пользу Газы Герая. Фетих Герай вынужден был бежать из Крыма в Черкессию.

## Второе правление
Летом 1597 года Фетих Герай, воспользовавшись отсутствием своего старшего брата Газы Герая, со своими сторонниками вступил в Крым и попытался захватить Бахчисарай. Газы Герай с большим войском вернулся из низовий Днепра и подошёл к Бахчисараю, а Фетих Герай бежал в Кафу. Вскоре Фетих Герай решил примириться со своим старшим братом и прибыл в ставку Газы Герая, где был вероломно убит. По распоряжению хана была перебита вся семья Фетих Герая. Калга Бахти Герай, сторонник Фетиха, также был убит.
Вторично утвердившись на ханском престоле, Газы Гирей назначил калгой своего брата Селямет-Гирея, который вскоре бежал в Турцию. Нурэддином стал Девлет Герай (сын Саадета II Герая), который вскоре был отстранён от должности, а затем казнён. В 1601 году после бегства Селямет-Гирея из Крыма Тохтамыш Герай стал новым калгой, а его младший брат Сефер-Гирей — нурэддином.
Летом 1598 года по приказу османского султана хан Газы Герай предпринял второй поход в Венгрию. Соединившись с турецкой армией под командованием Сатырджи Мехмед-паши, Газы Герай осадил и взял важную крепость Варад в Трансильвании. Осенью того же года крымский хан отвёл свою армию к Самбору, а сам прибыл в Силистрию. Осенью 1599 года Газы Герай с татарской ордой вернулся в Крым.
В июне 1601 года Газы Герай подавил заговор своего нурэддина Девлета Герая. Девлет Герай договорился с ширинским беем Кутлу-Гиреем, что тот поможет ему убить хана и занять ханский престол. В день Курбан-Байрама по приказу Газы Герая ханские гвардейцы застрелили нурэддина Девлета Герая и ширинского бея. Царевичи Мехмед и Шахин Гераи, младшие братья Девлет Герая, бежали в Турцию. Калга Селямет Герай, младший брат Газы Герая, подозреваемый в участии в заговоре, бежал из Крыма в Аккерман, а оттуда в турецкие владения.
Осенью 1602 года Газы Герай предпринял третий поход в Венгрию. Хан поселился переждать зиму в венгерском городе Печ. Весной 1603 года крымские войска вместе с турками приняли участие в военных действиях.
В 1603 году Газы Герай, опасавшийся вторжения турецкой армии, вступил в переговоры с королём Речи Посполитой Сигизмундом III Вазой, прося его оказать помощь в строительстве крепостей и прислать в Крым огнестрельное оружие. Однако в декабре 1603 года османский султан Мехмед III скончался, новым султаном был провозглашён его 13-летний сын Ахмед I. Газы Герай примирился с Портой и прислал на помощь туркам в Венгрию часть своих войск под командованием своего старшего сына, калги Тохтамыш Герая.
Осенью 1607 года Газы Герай прибыл в северокавказскую крепость Гази-Кермен, построенную по его приказу в верховьях Кубани, на подступах к Черкессии. Здесь хан провёл всю зиму, приводя к присяге владетелей Кабарды, Кумыкии и Северного Дагестана.
Газы II Герай получил в народе прозвище Буря (крымскотат. Bora) за вспыльчивость и неукротимость характера.
55-летний Газы II Герай скончался от чумы в Темрюке в месяце шабан (21 ноября — 20 декабря) 1607 года. Похоронен в Бахчисарае.

## Литературная деятельность
Газы II Герай известен как прекрасный поэт, писал под псевдонимом Газайи (крымскотат. Ğazaiy). Автор таких стихотворений как «Роза и Соловей», «Кофе и Вино», месневи «Долаб» и многочисленных бейтов и газелей. Его произведения считаются одними из лучших образцов крымскотатарской литературы ханского периода.
Традиционная черта средневековой мусульманской поэзии - назидательный характер. Многие стихотворения Гази Герая передавали его взгляды, пожелания, наставления
" ... Ты не верь наряду пышному судьбы,
Львы с судьбою бились, где теперь они?
Только нерадиво дни не проводи,
Силы есть покуда, воля есть - иди ... "

## Память
Ежегодно 19 августа, до революции 1917 года, из Успенского собора Московского кремля в Донской монастырь совершался крестный ход в честь Донской иконы Богоматери и в воспоминание избавления Москвы от нашествия татар в 1591 году под предводительством хана Казы-Герая. Первоначально крестные ходы совершались в разные дни, но после того, как в 1646 году было отражено нападение татар на Курские земли, царь Алексей Михайлович учредил постоянный крестный ход в Донской монастырь 19 августа, в день изгнания татар.